# Jean-François Thenier
Jean-François Thenier – francuski judoka. Startował w Pucharze Świata w latach 1991 i 1993. Wicemistrz igrzysk śródziemnomorskich w 1991. Brązowy medalista ME juniorów w 1990. Trzeci na mistrzostwach Francji w 1991 i 1993 roku.